# Пржење
Пржење је кулинарска техника на уљу или на некој другој масти. Слично као код динстања, пржена храна се обично преврће једанпут или двапут током кувања, помоћу хватаљке или спатуле. Могуће је пржити велики број различитих врста хране.

## Историја
Сматра се да се пржење прво појавило у Старом Египту, за време Старог краљевства, око 2.500 године пре нове ере.

## Детаљи
Највећа корист коју имамо од пржења јесте брзина припреме. Наиме, масноћа много брже преноси топлоту него ваздух и вода, па ћете храну обично лакше припремити са мало уља у тигању, него у рерни или лонцу. Масноћа многим намирницама додаје укус који многи сматрају неодољивим.
Међутим, пржена храна је у великом броју случајева нездрава. Већина намирница, па и оних најздравијих, упије уља у количини од 40 одсто сопствене тежине.

## Галерија
- Тофу на пржењу
- Пржена палента, помфрит и пилетина на класичној бразилској трпези.
- Пакора је пржена грицкалица, популарна широм Индије.